# 霍賈雷
霍賈雷（亞塞拜然語： 聆听ⓘ，羅馬化：Khojalu），或译为霍贾利，又按亞美尼亞語名譯伊萬揚（羅馬化：Ivanyan），属于亞塞拜然霍贾雷区，为霍贾雷区行政中心，是纳戈尔诺-卡拉巴赫地区的一个城镇，2023年前由阿尔察赫共和国控制，属于阿斯凯兰区，为阿斯凯兰区首府。2015年人口为1397人。

## 图片

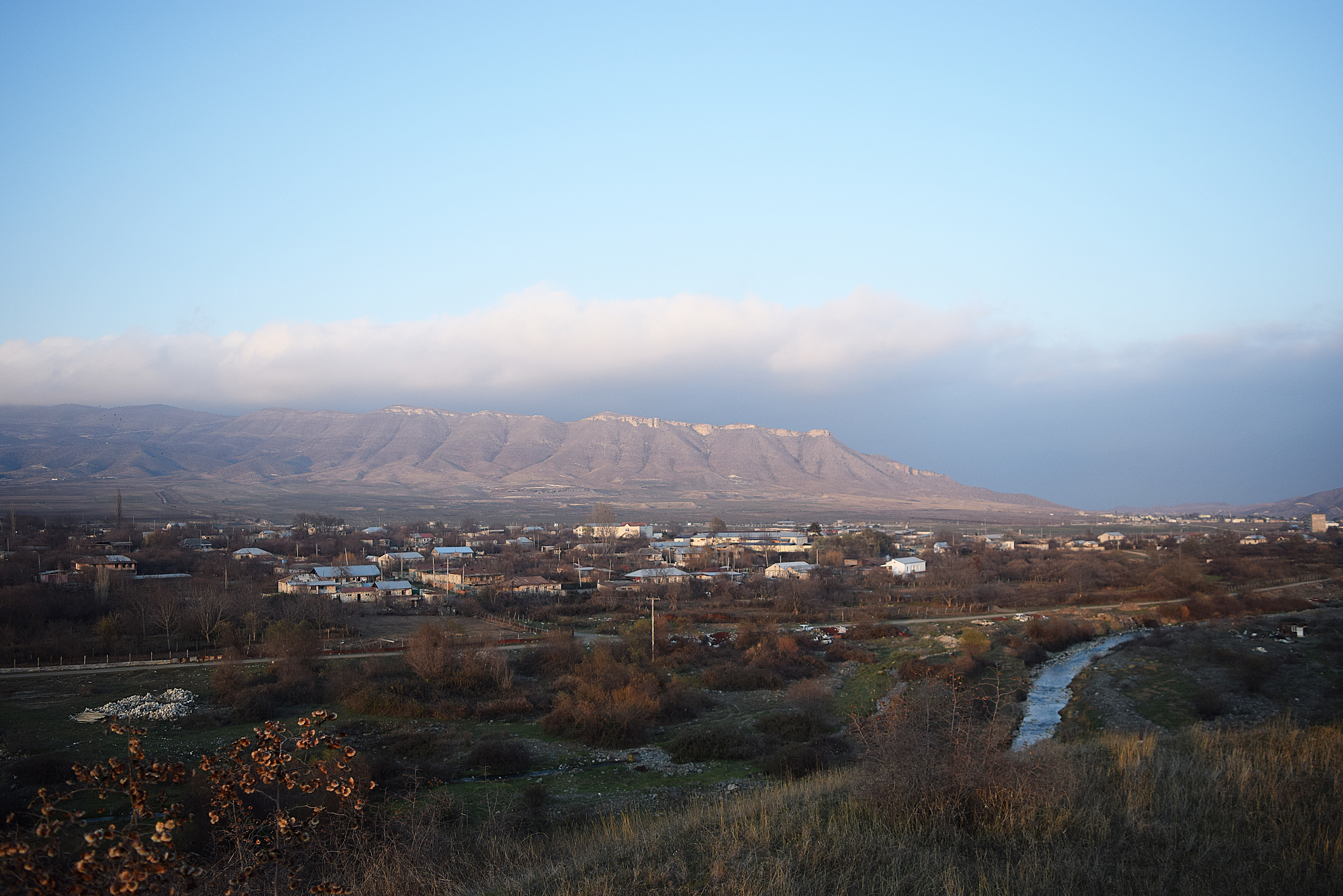
Panorama
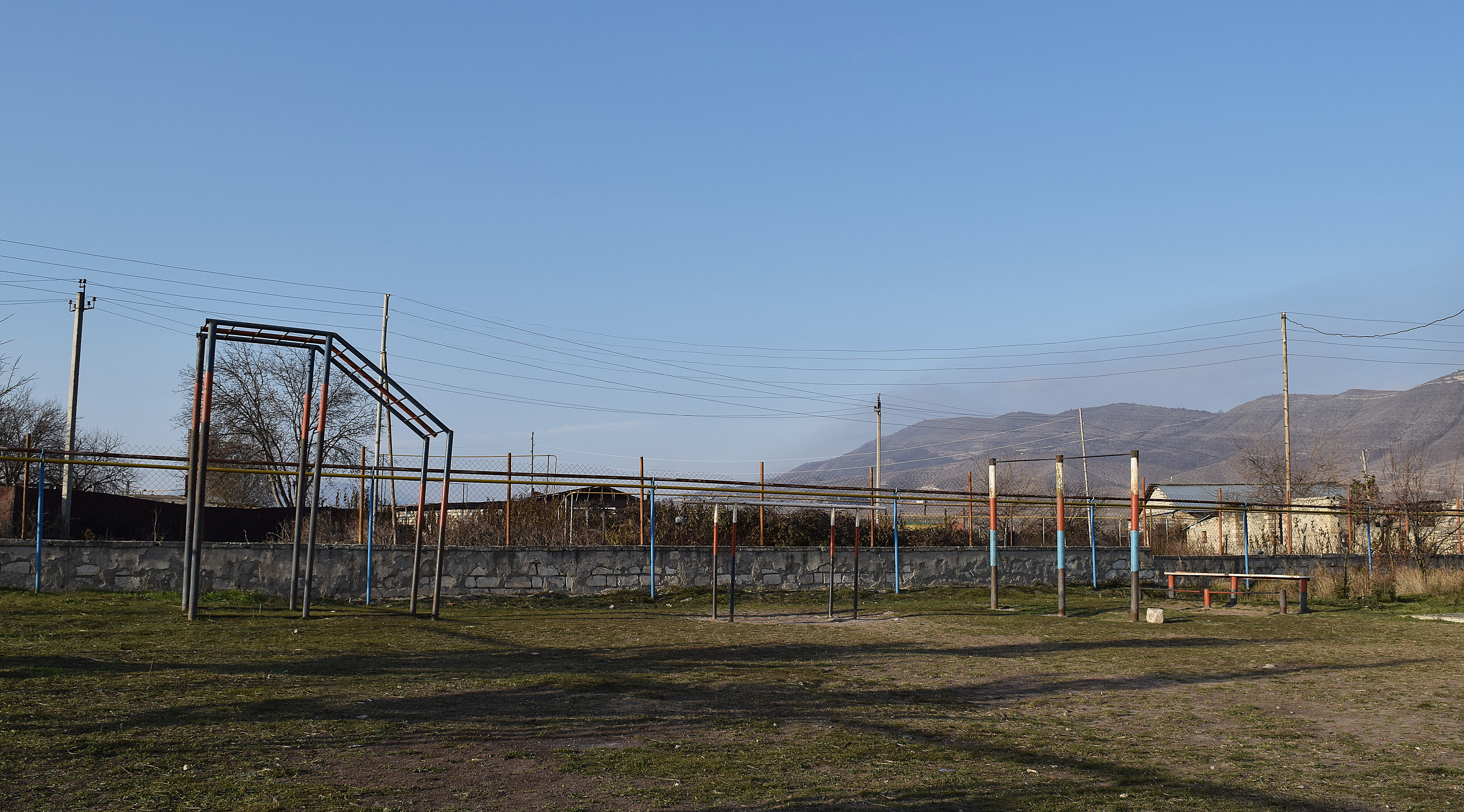
Playground
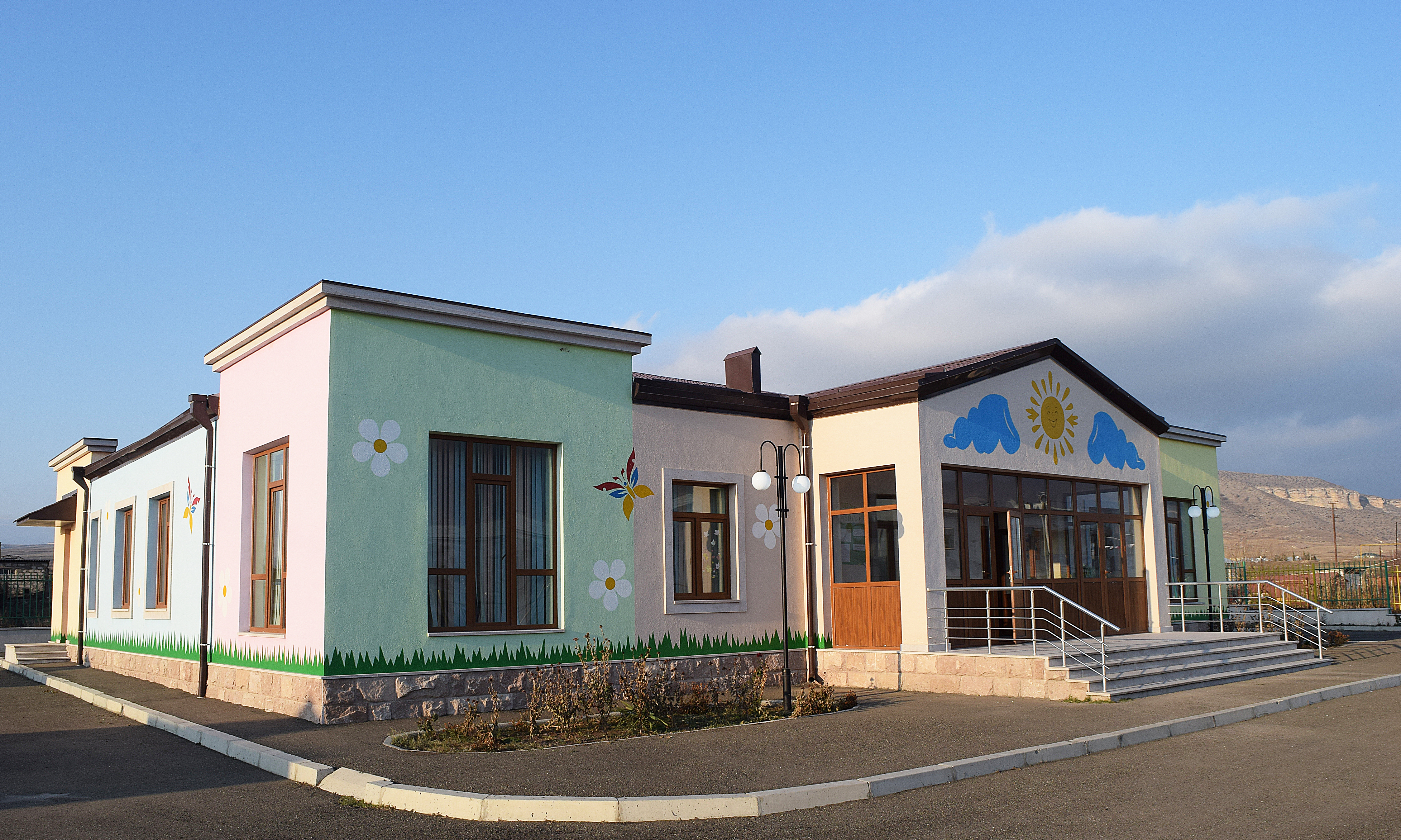
Kindergarten
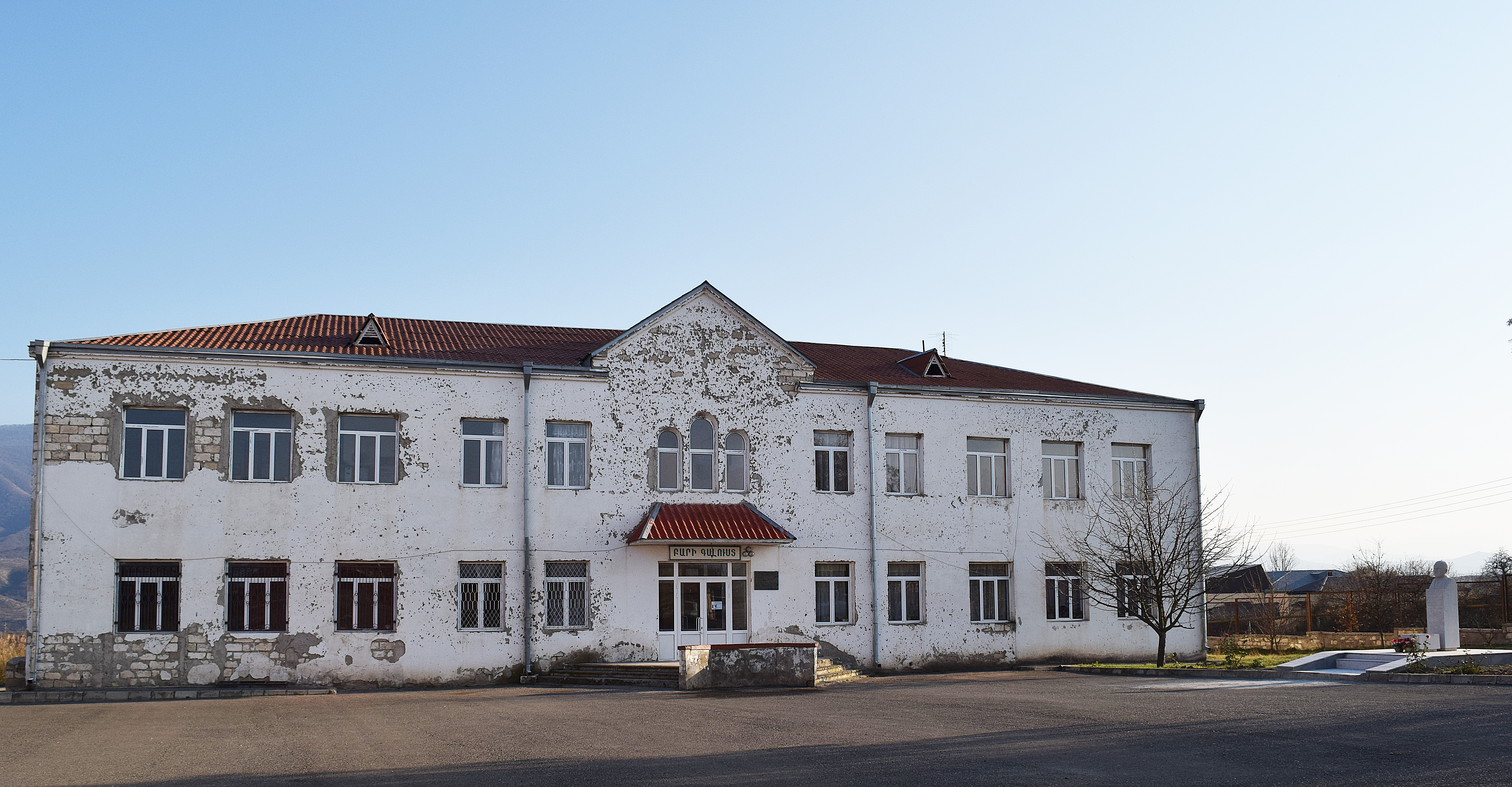
School in the town
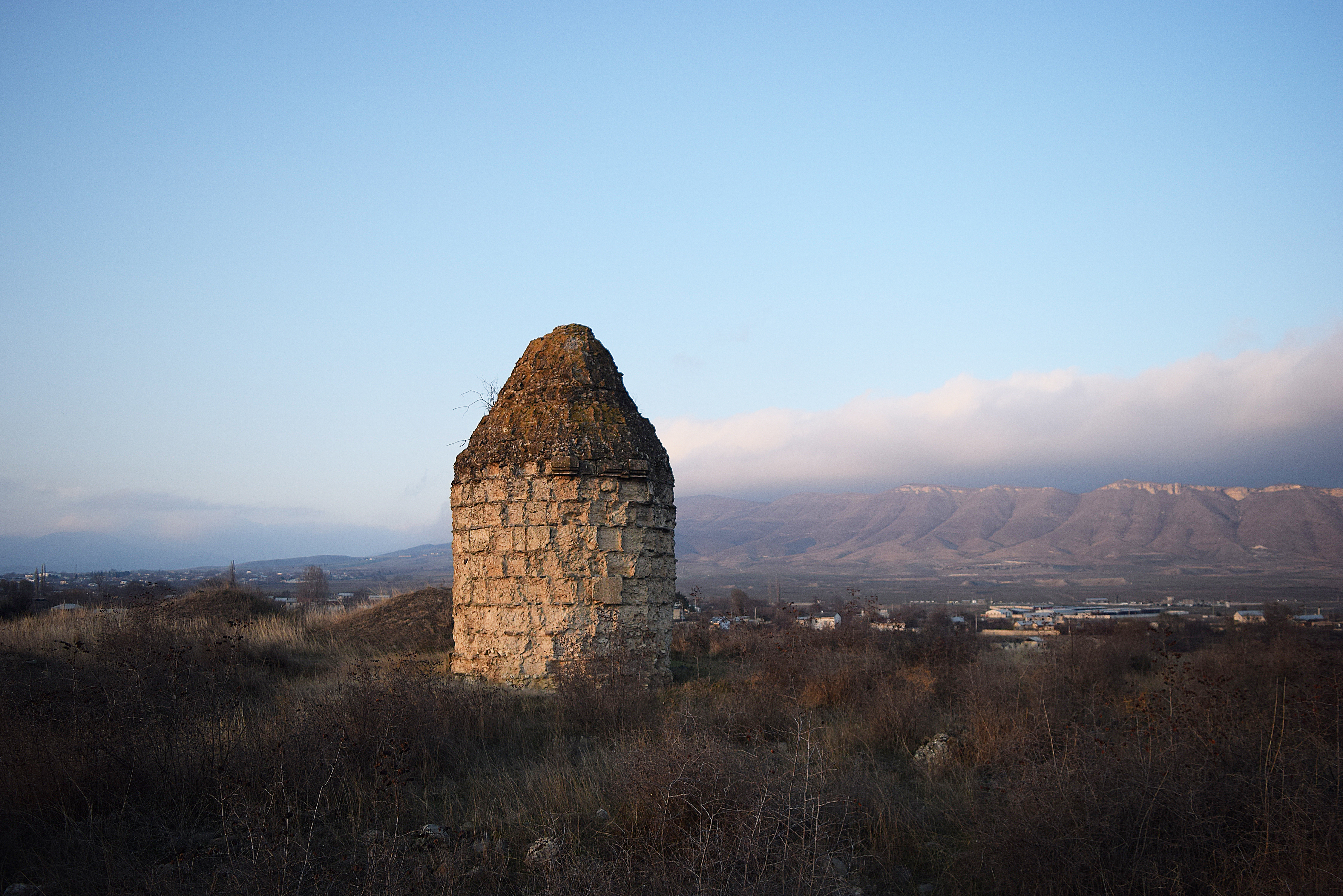
Mausoleum
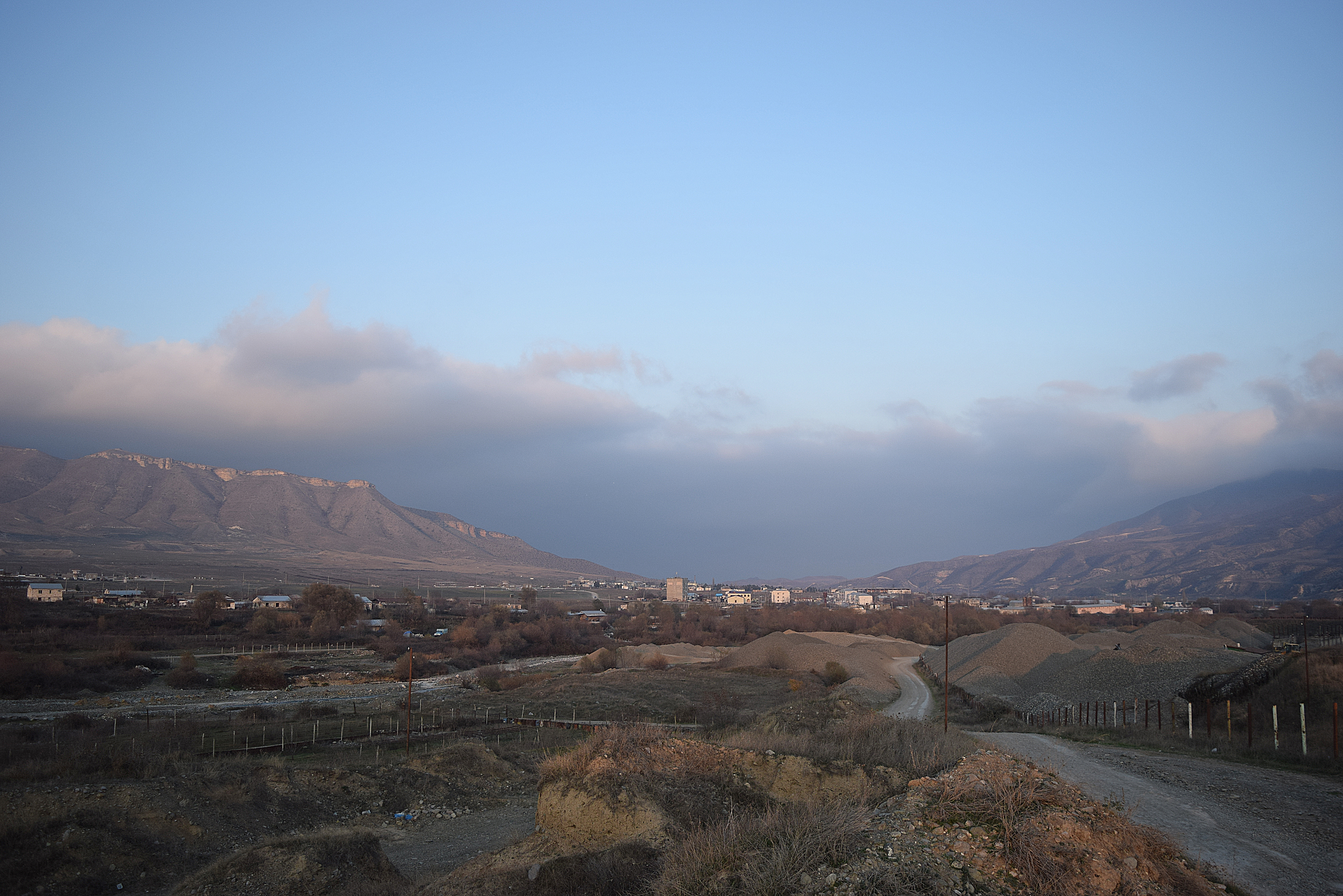
Panorama
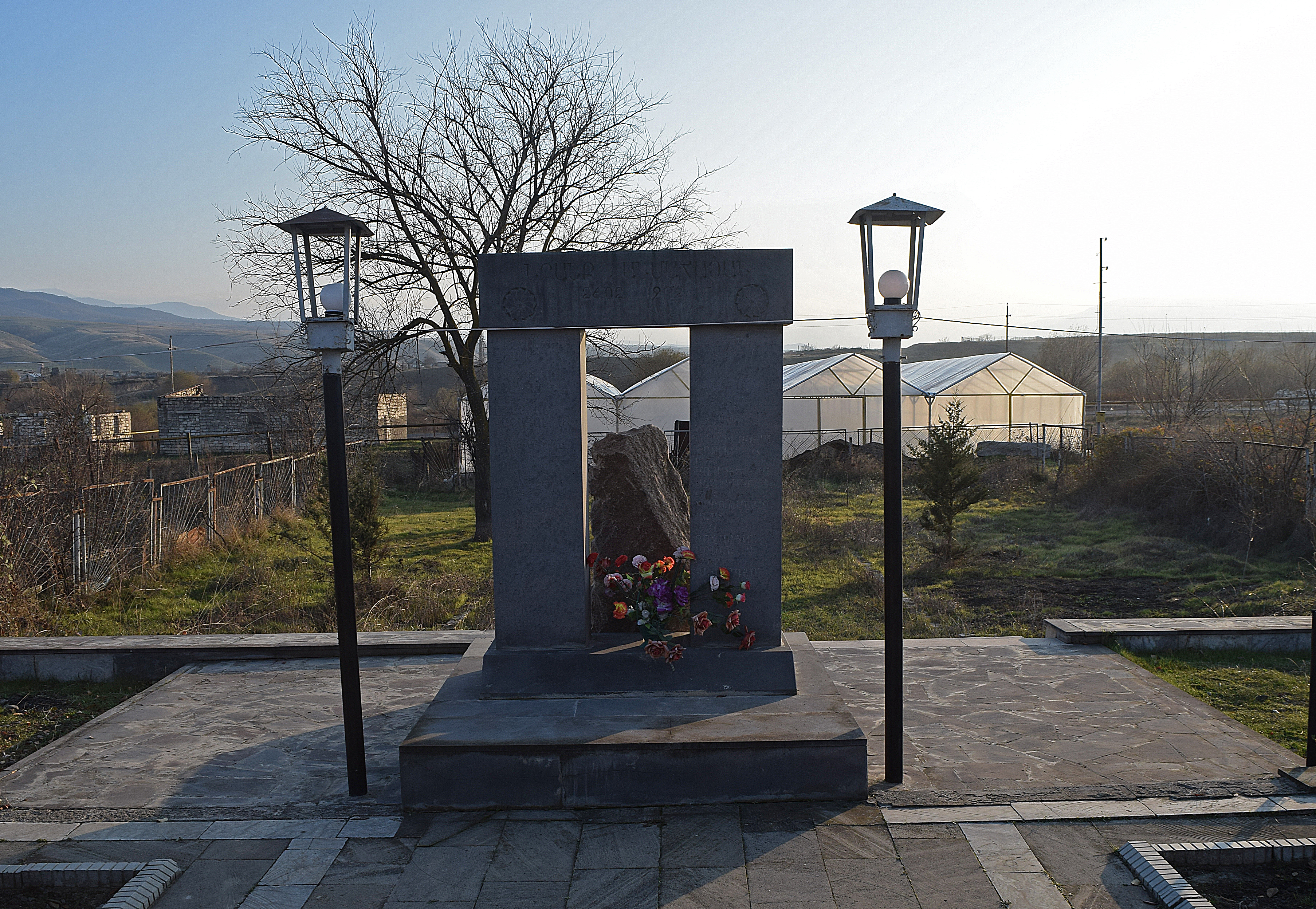
Monument
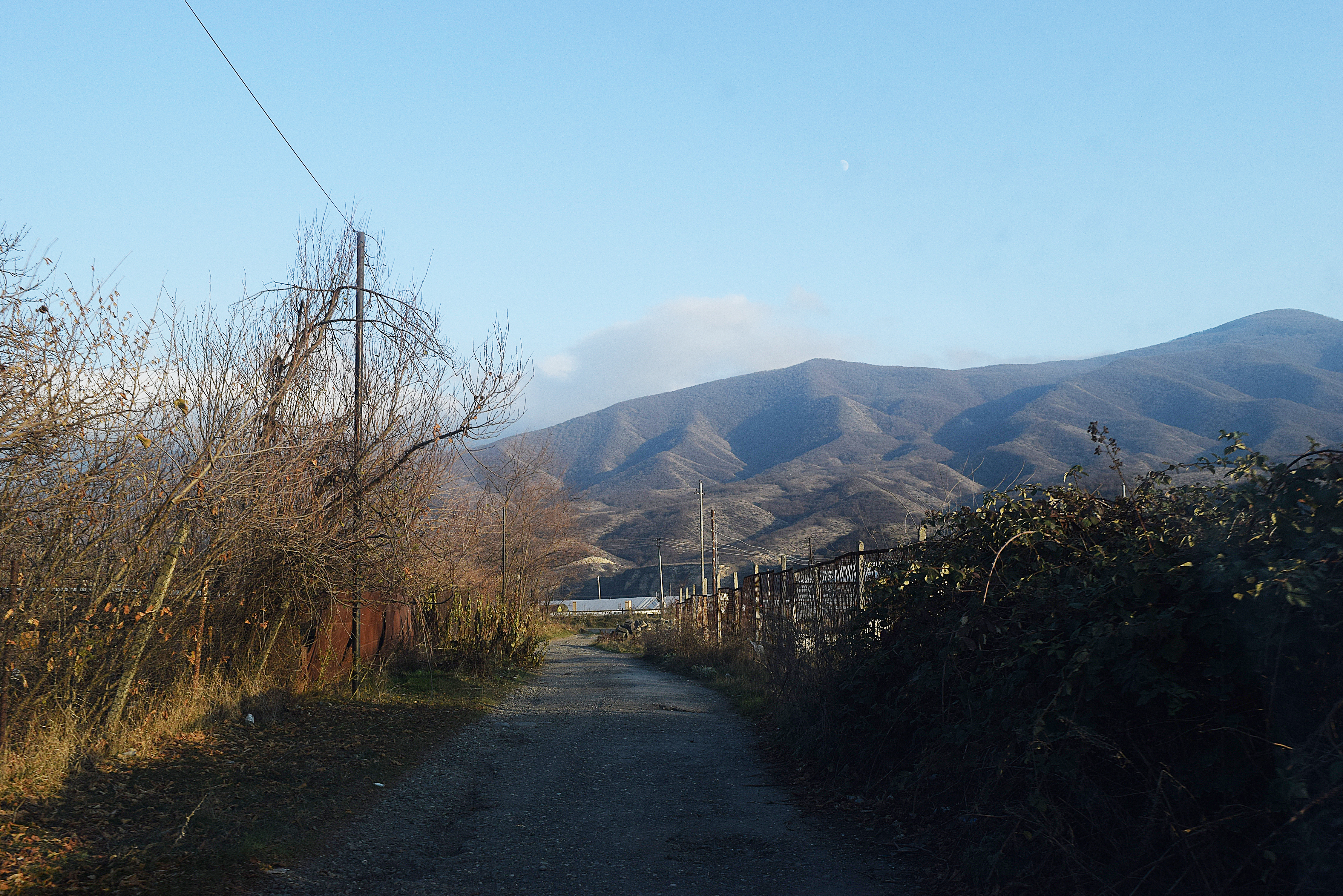
Scenery
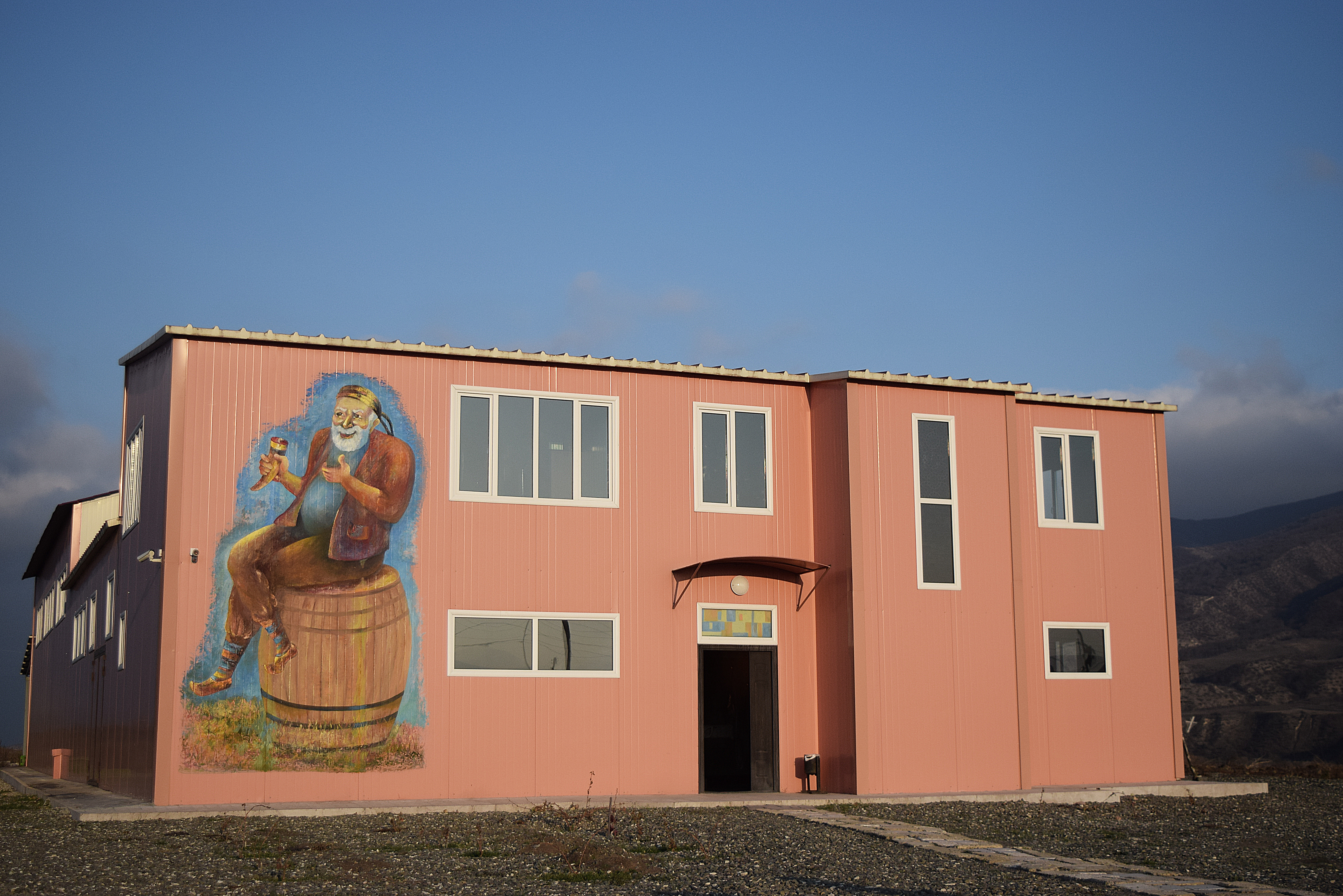
Wine factory
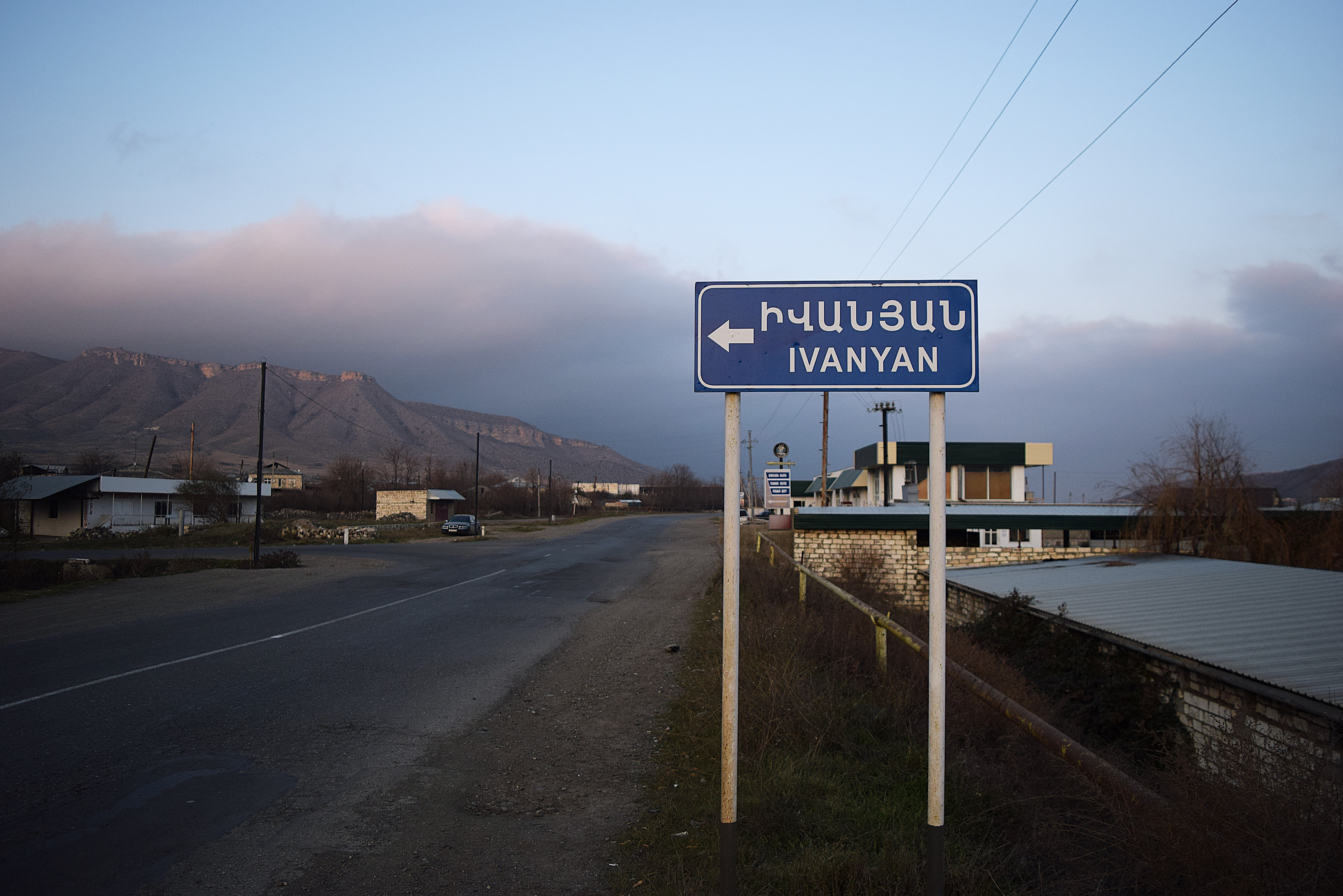
Sign in Armenian at the entrance of the town